# Barcelona (àlbum)
Barcelona és un disc enregistrat per Freddie Mercury, líder de la banda britànica Queen, amb la soprano catalana Montserrat Caballé. Va ser enregistrat entre 1987 i 1988 i va sortir al mercat el 10 d'octubre de 1988.
Freddie Mercury ja havia manifestat en més d'una ocasió la seva admiració per la diva catalana, i els seus representants van posar en contacte als dos músics. Durant aquells anys, Montserrar Caballé estava fent una important tasca per afavorir el nomenament de Barcelona com a Ciutat Olímpica, així, que la idea de fer una cançó de la ciutat de Barcelona va ser seva. Mercury no tardà a compondre-la, i en un principi, aquest experiment havia de ser el projecte conjunt dels dos cantants. Però la calorosa rebuda que va tenir entre l'audiència espanyola els animà a seguir endavant i enregistrar un total de set cançons (més un popurrí). Així, 'Barcelona' es convertí més tard en el tema que donà títol a l'àlbum. La cançó esdevingué un hit mundial a les ràdios, com a senzill i com a videoclip, i presa com a himne per als futurs Jocs Olímpics de Barcelona 92.
L'orquestració dels temes de l'àlbum es va fer gairebé tota amb els millors sintetitzadors de l'època, i la producció musical es dugué a terme entre el Townhouse de Londres i els Mountain Studios de Suïssa (que eren propietat de Queen durant els anys 80).
Tot i que l'audiència esperava que el tema principal de l'àlbum fos cantat a duo durant la cerimònia inaugural dels Jocs Olímpics, la mort prematura del Freddie Mercury ho impedí. La popularitat de la cançó, però, fou tal que encara se segueix utilitzant com a himne per a la ciutat comtal i com a símbol d'una Barcelona connectada amb el món.

## Cançons
1. Barcelona (Mercury/Mike Moran)
2. La Japonaise (Mercury/Mike Moran)
3. The Fallen Priest (Mercury/Mike Moran/Tim Rice)
4. Ensueño (Montserrat Caballe/Mercury/Mike Moran)
5. The Golden Boy (Mercury/Mike Moran/Tim Rice)
6. Guide Me Home (Mercury/Mike Moran)
7. How Can I Go On (Mercury/Mike Moran)
8. Overture Piccante (Mercury/Mike Moran)